# A19-es autópálya (Olaszország)
Az A19-es autópálya egy 191,6 km hosszúságú autópálya Olaszországban, Szicília régióban. Fenntartója az ANAS.